# Rożniatowice
Rożniatowice – wieś w Polsce położona w województwie łódzkim, w powiecie bełchatowskim, w gminie Drużbice.
W latach 1975–1998 miejscowość administracyjnie należała do województwa piotrkowskiego.
W miejscowości istnieje kaplica pw. Świętych Apostołów Piotra i Pawła.
W latach 1940–1942 Niemcy systematycznie wysiedlali mieszkańców wsi, a gospodarstwa przydzielali kolonistom. Mieszkańców wywozili w okolice Krakowa, Pilzna, Radomia lub na roboty przymusowe do Niemiec. W latach 1940–1943 śmierć poniosło 16 mieszkańców wsi.